# Вострухин, Пётр Михайлович
Пётр Миха́йлович Востру́хин (15 июля 1921, Выхино, Московская губерния — 19 июля 1943, Моховое, Орловская область) — лётчик-ас, старший пилот 271-го истребительного авиационного полка (274-я истребительная авиационная дивизия, 3-я воздушная армия, Калининский фронт), лейтенант. Герой Советского Союза.

## Биография
Родился 15 июля 1921 года в Выхино Московской губернии  в семье крестьянина. Русский. По окончании школы ФЗУ работал токарем на московском заводе «Серп и молот». Получив специальность электроаппаратчика, с 1937 года работал в электрическом цехе завода, одновременно занимаясь в аэроклубе.
В 1940 году П. М. Вострухин был призван Ухтомским РВК Московской области по спецнабору в военно-воздушные силы Красной Армии. В том же году окончил Борисоглебскую военную авиационную школу пилотов им. В.П. Чкалова и был назначен в ней же лётчиком-инструктором. 
С 10 апреля 1942 младший лейтенант Вострухин назначен лётчиком-инструктором 19-го запасного истребительного авиационного полка 5-й запасной авиабригады Сибирского ВО (аэродром Тарново под Новосибирском).
На фронтах Великой Отечественной войны — с октября 1942 года. Младший лейтенант Вострухин за полгода пребывания на фронте совершил 83 боевых вылета, участвовал в 28 воздушных боях, сбил лично 12 и в группе 3 самолёта противника.
Звание Героя Советского Союза с вручением ордена Ленина и медали Золотая Звезда Петру Михайловичу Вострухину присвоено 1 мая 1943 года.
19 июля 1943 года в районе Мохового Орловской области командир звена лейтенант П. М. Вострухин был подбит, совершил вынужденную посадку на нейтральной территории и погиб при попытке выбраться в расположение советских войск. Похоронен в Моховом Орловской области.
За время участия в боевых действиях П. М. Вострухин совершил 107 боевых вылетов на истребителе Як-7Б, в 39 воздушных боях сбил лично 16 и в составе группы 3 самолёта противника.

## Награды
- Медаль «Золотая Звезда» Героя Советского Союза № 928 (01.05.1943)
- Орден Ленина (01.05.1943);
- Два Ордена Красного Знамени (06.02.1943, 19.07.1943);
- Орден Отечественной войны 1-й степени (23.02.1943);
- Орден Красной Звезды (19.03.1943).

## Память
- В Москве именем Вострухина названа улица, там же установлен бюст Героя. Также его именем назван Московский Колледж связи № 54. На здании Московского государственного вечернего металлургического института в честь него установлена мемориальная доска.
- В селе Моховое Орловской области на могиле Героя установлен бюст. Именем П. М. Вострухина названа одна из улиц села.
- Имя П. М. Вострухина носит детский оздоровительный комплекс у деревни Денежниково Раменского района Московской области.
- Имя П.М. Вострухина носит ГБПОУ города Москвы "Колледж связи №54".